# Приуфимская ТЭЦ
Приуфимская ТЭЦ  (башк. Өфө яны йылылыҡ электр үҙәге) (до 1992 года — ТЭЦ Башкирского биохимкомбината) — тепловая электростанция (теплоэлектроцентраль), расположенная в городе Благовещенск республики Башкортостан Российской Федерации. Входит в состав ООО «Башкирская генерирующая компания» — дочернего общества ПАО «Интер РАО».
Приуфимская ТЭЦ поставляет электрическую энергию и мощность на оптовый рынок электрической энергии и мощности. Является единственным источником тепловой энергии для предприятия Полиэф и системы централизованного теплоснабжения города Благовещенска. Установленная электрическая мощность — 210 МВт, тепловая — 447 Гкал/час.

## История
Приуфимская ТЭЦ проектировалась как энергоисточник Башкирского биохимического комбината. Строительство началось в 1973 году. Второе дыхание ТЭЦ получила в 2005 году с завершением строительства и началом подачи острого пара на ОАО «Полиэф» по паропроводу протяженностью более шести километров.
До 1992 года называлась ТЭЦ Башкирского биохимкомбината. В ходе реформы электроэнергетики России Приуфимская ТЭЦ была выделена из состава Башкирэнерго в ООО «Башкирская генерирующая компания», вошедшее в 2012 году в периметр холдинга Интер РАО.

## Описание
Башкирская энергосистема работает в составе объединенной энергосистемы Урала. Установленная электрическая мощность Приуфимской ТЭЦ на начало 2015 года составляет 210 МВт или 4,4 % от общей мощности электростанций региона. Выработка электроэнергии в 2014 г. составила 859,7 млн кВт⋅ч.
Приуфимская ТЭЦ работает в режиме комбинированной выработки электрической и тепловой энергии. Является единственным источником тепловой энергии для системы централизованного теплоснабжения города Благовещенска. Установленная тепловая мощность станции — 447 Гкал/ч. В 2014 году отпуск тепловой энергии составил 683,6 тыс. Гкал, в том числе 399,1 тыс. Гкал — пар промышленным потребителям. Крупнейший потребитель острого и отборного пара, а также тепла, отпускаемого с горячей водой, — предприятие Полиэф, единственный в России производитель терефталевой кислоты. В 2014 году потребление Полиэф составило 417,9 тыс. Гкал или 61 % от отпуска тепловой энергии Приуфимской ТЭЦ.
Тепловая схема ТЭЦ — с поперечными связями на давление свежего пара 13,0 МПа. Основное оборудование включает:
- три энергетических (паровых) котла БКЗ-420-140НГМ единичной производительностью 420 т/ч;
- три теплофикационных турбоагрегата:
  - 2 x ПТ-60-130/13;
  - 1 x ПТ-90/100-130/13

В качестве основного топлива используется магистральный природный газ.